# Leucopholiota decorosa
A Leucopholiota decorosa é uma espécie de fungo da família Squamanitaceae. Distingue-se pelo basidioma que é coberto por escamas marrons pontiagudas e curvas tanto no píleo como no estipe, e por suas lamelas brancas. Encontrada no leste dos Estados Unidos, na França e no Paquistão, ela é saprófita, crescendo na madeira em decomposição. A L. decorosa foi descrita pela primeira vez pelo micologista americano Charles Horton Peck como Agaricus decorosus em 1873, e a espécie foi transferida para vários gêneros ao longo de sua história, incluindo Tricholoma, Tricholomopsis, Armillaria e Floccularia. Três micologistas americanos consideraram a espécie única o suficiente para justificar seu próprio gênero e a transferiram para o novo gênero Leucopholiota em uma publicação de 1996. Espécies parecidas com cores semelhantes e basidiomas escamosos incluem Pholiota squarrosoides, Phaeomarasmius erinaceellus e Leucopholiota lignicola. O cogumelo é considerado comestível.

## Taxonomia e filogenia
A espécie hoje conhecida como Leucopholiota decorosa foi descrita pela primeira vez por Charles Peck em 1873, com base em um espécime encontrado no Estado de Nova York; ele a colocou em Tricholoma, então considerado um subgênero de Agaricus. Em 1947, Alexander Smith e Walters transferiram a espécie para o gênero Armillaria, com base em sua aparente relação próxima com Armillaria luteovirens; a presença de fíbulas nas hifas, os esporos amilóides e a estrutura do véu e seus remanescentes. O gênero Armillaria, como era entendido na época, seria mais tarde referido como um "refúgio taxonômico para cerca de 270 espécies de esporos brancos com lamelas presas ao estipe e um anel". Mais tarde, Smith transferiu a espécie para o gênero Tricholomopsis; no entanto, ele negligenciou os esporos amilóides, as escamas recurvadas da pileipellis e a falta de células conhecidas como pleurocistídios, características que deveriam ter excluído uma transferência taxonômica para o gênero. Em 1987, a espécie foi transferida mais uma vez, desta vez para o gênero Floccularia.
O aparecimento de um espécime em uma incursão para coleta de cogumelos em 1994 na Carolina do Norte resultou em uma colaboração entre os micologistas Tom Volk, Orson K. Miller Jr. e Alan Bessette, que renomearam a espécie Leucopholiota decorosa em uma publicação de 1996 da Mycologia. Leucopholiota era originalmente um subgênero de Armillaria, mas os autores o elevaram ao nível de gênero para acomodar L. decorosa, que se tornaria a espécie-tipo. Em 2008, Henning Knudsen considerou L. decorosa como a mesma espécie que era então conhecida como Amylolepiota lignicola e considerou os dois nomes como sinônimos. No entanto, o micologista finlandês Harri Harmaja rejeitou essa interpretação. Originalmente, Harmaja acreditava que Lepiota lignicola era suficientemente distinta de outros táxons semelhantes para merecer seu próprio gênero Amylolepiota, que ele descreveu em uma publicação de 2002. Ele mudou de ideia em 2010, escrevendo que "as diferenças entre as espécies-tipo de ambos os gêneros são pequenas e, portanto, são melhor consideradas como diferenças no nível da espécie"; com isso, ele transferiu o táxon para Leucopholiota, e agora é conhecido como Leucopholiota lignicola, a segunda espécie no gênero Leucopholiota.
O nome do gênero Leucopholiota significa "Pholiota branca" (do grego λευκός, leukós), referindo-se às lamelas e aos esporos, e foi proposto em 1980 por Henri Romagnesi, que originalmente o descreveu como um subgênero de Armillaria. O epíteto específico decorosa, embora tenha sido concebido para "elegante" ou "bonito", na verdade significa "respeitável", "modesto" ou "decoroso". A L. decorosa é comumente conhecida como "Pholiota decorosa".
De acordo com os autores da espécie, L. decorosa se encaixaria melhor na tribo Biannularieae das Tricholomataceae, conforme descrito por Rolf Singer em sua monografia abrangente sobre as Agaricales. Essa tribo também contém os gêneros Catathelasma e Armillaria. A análise filogenética baseada em evidências do espaçador interno transcrito e dados de sequência de RNA ribossômico de subunidade grande não confirmou que Leucopholiota decorosa pertence à família Tricholomataceae. No entanto, a análise mostra que ela está filogeneticamente relacionada a Phaeolepiota aurea, uma espécie com status incerto nas Agaricales, e confirma que L. decorosa não pertence à família Agaricaceae.

## Descrição

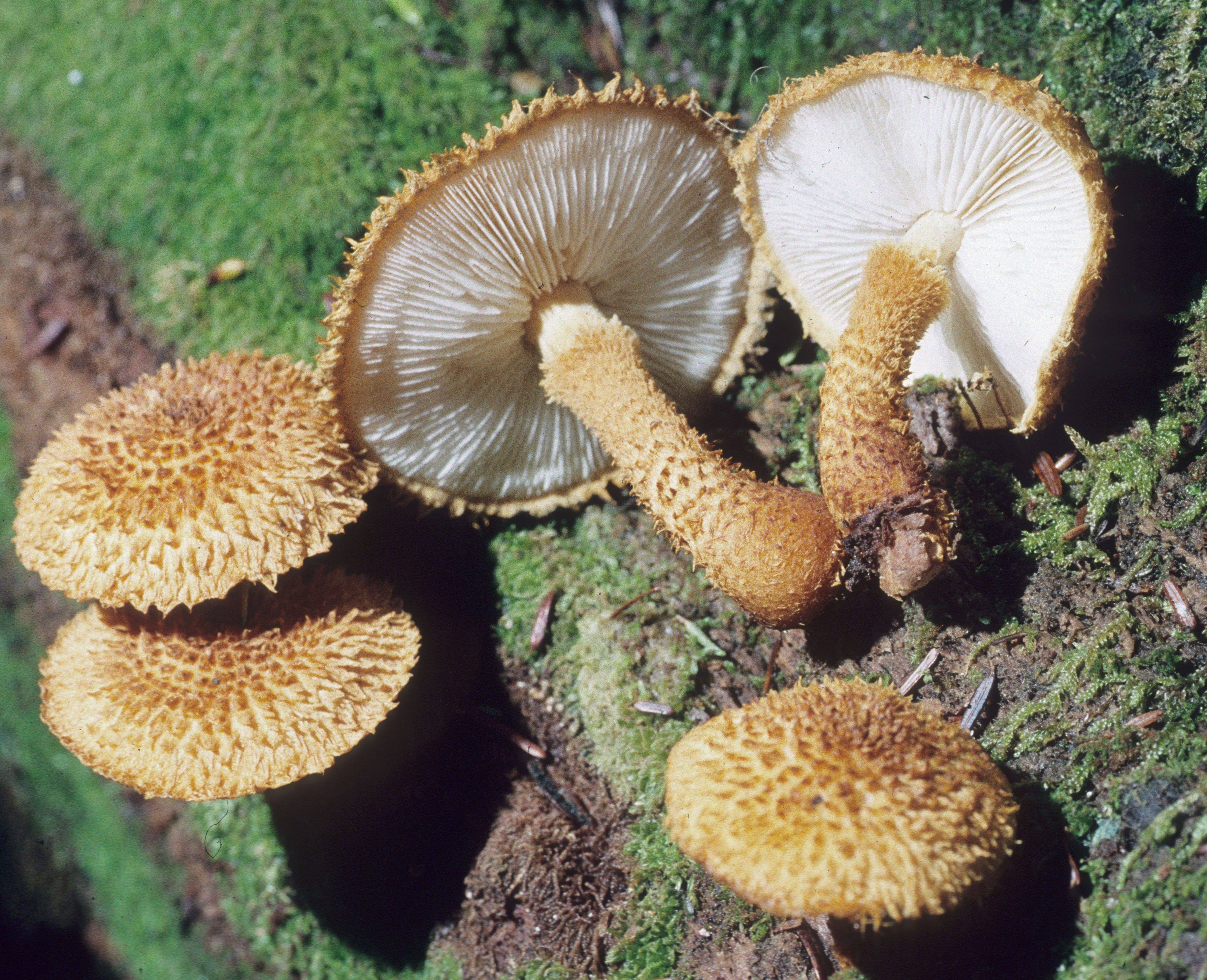
As lamelas do cogumelo são brancas e bem espaçadas.

Os píleos são inicialmente de formato cônico ou hemisférico e expandem-se posteriormente para se tornarem convexos ou achatados na maturidade. Os píleos têm normalmente entre 2 e 6 cm de diâmetro, com superfícies cobertas por muitas escamas marrons pequenas e curvas. A borda do píleo é tipicamente curvada para dentro e pode ter fibras marrons grossas presas. O píleo é marrom canela, mais escuro no centro. As lamelas são espaçadas umas das outras; elas têm uma ligação estreita (adnexa) ao estipe e suas bordas são "finamente recortadas". O estipe tem de 2,5 a 7,0 cm de altura por 0,6 a 1,2 cm de espessura e, assim como o píleo, é coberto por escamas desde a base até o nível da zona anular; acima desse ponto, o estipe é liso. O véu parcial é composto de fibras marrons "que se projetam para cima como um anel". Tem aproximadamente a mesma espessura em todo o comprimento do estipe, ou pode ser ligeiramente mais fino perto do topo. A carne é branca e espessa e tem uma textura firme; seu odor é indistinto e o sabor é suave ou amargo.
A esporada é branca. Os esporos são hialinos (translúcidos), de forma aproximadamente elíptica, têm paredes finas e são amiloides, o que significa que absorvem a coloração de iodo no reagente de Melzer. Além disso, na coloração de acetocarmina, eles parecem binucleados (com dois núcleos). Eles têm dimensões de 5,5 a 6 (mais raramente 7) por 3,5 a 4,0 μm. As células portadoras de esporos, os basídios, são em forma de taco, translúcidas e com quatro esporos. Os queilocistídios (cistídios na borda da lamela) são em forma de taco e têm 19 a 24 por 3 a 5 μm. A pileipellis é uma tricoderme - um tipo de tecido composto de hifas eretas, longas e filiformes de comprimentos iguais ou diferentes, originadas de uma camada entrelaçada de hifas que ascende gradualmente até que as células terminais fiquem paralelas umas às outras. As hifas tricodérmicas têm paredes finas, medem de 7,6 a 22,0 μm e apresentam coloração amarelada no reagente de Melzer. As hifas que compõem o tecido do píleo têm paredes finas e 5 a 10 μm de diâmetro, enquanto as do tecido lamelar também têm paredes finas e 3,5 a 7,0 μm e são intercaladas com células oleíferas (caracterizadas por conteúdos homogêneos e fortemente refrativos). As fíbulas estão presentes nas hifas de todos os tecidos.

### Espécies semelhantes
A espécie Pholiota squarrosoides tem uma aparência externa semelhante, mas pode ser distinguida por seus esporos marrons e pela superfície pegajosa do píleo sob as escamas. Na Flammulaster erinaceellus, o tamanho total é menor - diâmetro do píleo de 1 a 4 cm - e os esporos são marrom-canela. Algumas espécies do gênero Cystoderma também parecem semelhantes, mas podem ser distinguidas por características microscópicas, como a presença de células esféricas (em vez de células em forma de taco) na pileipellis, e também por seu habitat - a Cystoderma geralmente cresce no solo, em vez de na madeira.
A única outra espécie de Leucopholiota, L. lignicola, pode ser distinguida de L. decorosa pelas seguintes características: lamelas livres em L. lignicola em comparação com lamelas adnexas em L. decorosa; L. lignicola tende a crescer na madeira de bétula e, de preferência, em florestas antigas; L. lignicola é restrita à floresta boreal, em comparação com L. decorosa, que cresce em regiões temperadas; L. lignicola tem uma ampla distribuição nas florestas de coníferas do norte da Eurásia.

## Comestibilidade
O cogumelo Leucopholiota decorosa foi registrado como comestível em 1900 por McIlvaine e MacAdam, que escreveram que "é de boa consistência e sabor, com um gosto de cogumelo". Fontes posteriores relatam que a comestibilidade é desconhecida.

## Habitat e distribuição
A Leucopholiota decorosa é uma espécie saprófita que obtém nutrientes da matéria orgânica em decomposição, principalmente dos galhos e tocos apodrecidos de árvores decíduas. Um guia de campo registra uma preferência por bordo açucareiro. Ela cresce isoladamente ou em grupos adensados na base do estipe. Em Ohio, frutifica normalmente do final de setembro a meados de novembro.
Além de sua distribuição conhecida principalmente no leste da América do Norte, a Leucopholiota decorosa também foi coletada na França. Em 2007, foi relatada no distrito de Astore, no Paquistão, a uma altitude de cerca de 3.600 m.

## Links externos
- Leucopholiota decorosa em Index Fungorum
- Imagens em Mushroom Observer